# Konformizm normatywny
Konformizm normatywny to rodzaj konformizmu, który motywowany jest lękiem przed odrzuceniem przez grupę lub pragnieniem bycia przez nią zaakceptowanym.
Typowe zachowania związane z tego typu konformizmem, to podporządkowanie się zdaniu grupy w obawie, że gdy wyrazi się własne prawdziwe i odmienne zdanie, to grupa przestanie nas akceptować. Na przykład jestem zdania, że nie należy dzisiaj uciekać z zajęć, ale cała grupa twierdzi, że uciekamy. W związku z tym nawet nie wyrażam swojego sprzeciwu, tylko uciekam tak jak wszyscy. Moi koledzy pracownicy uważają, że obcięcie premii przez szefa jest niesprawiedliwe, a ja sądzę, że na jego miejscu zrobiłbym to samo, ale nie powiem tego głośno, bo boję się odrzucenia przez kolegów.
Ten typ konformizmu odnosi się nie tylko do ujednolicania przekonań, ale całego spektrum innych zachowań, na przykład:
- Ludzie ulegają modzie i nie ubierają się w sposób bardzo odbiegający od tego, co przyjęło się w ich środowisku i grupie odniesienia. Na przykład mężczyźni nie chodzą w spódnicach.
- Przebywając w różnych grupach zwykle używamy nieco innego słownictwa oraz innych konstrukcji gramatycznych, gestów itp. tak aby pasowały do norm przyjętych w tej grupie.
- Będąc w grupie ludzi przyjmujemy także pewne sposoby myślenia, które charakterystyczne są dla tej grupy (zobacz też: myślenie grupowe)

Zarówno konformizm normatywny jak i informacyjny badany był m.in. przez Solomona Ascha w słynnej serii eksperymentów (zobacz: Eksperyment Ascha), dzięki którym odkryto, że skłonność do ulegania motywowana lękiem przed wykluczeniem z grupy jest bardzo powszechna u ludzi we wszystkich kulturach. Drugim z paradygmatów badawczych konformizmu był paradygmat efektu autokinetycznego Sherifa.

## Przyczyny lęku przed odrzuceniem przez grupę
Badacze odkryli, że lęk przed odrzuceniem w razie nie dostosowania się do norm obowiązujących w danej społeczności (grupie społecznej) jest uzasadniony. Ludzie, którzy zachowują się, myślą, czują, ubierają się, mówią itp. inaczej niż jest to przyjęte podlegają ostracyzmowi o różnym nasileniu. Początkowo są to zaniepokojone spojrzenia innych osób, zwiększona uwaga, potem pojawiają się próby przekonania, w następnej fazie półuśmieszki i kpiny, twarde namowy. Kończy się agresją lub izolacją społeczną, jeśli nonkonformista nadal nie ulegnie naciskowi grupy i dalej forsuje swój styl.
Sytuacja może się zmienić wtedy, gdy grupa dostosuje się do owego dysydenta, co owocuje przemianą norm grupowych (zobacz: wpływ mniejszości, wpływ autorytetu) lub nonkonformista zostanie zetykietowany i przypisana mu zostanie odpowiednia rola społeczna (np. „ofiara losu”, „głupek klasowy”, „dziwak”, „debil”, „konus” itp.) Grupa silnie naciska na swoich członków, aby podporządkowywali się obowiązującym normom, bowiem na dłuższą metę utrzymywanie wyraźnych rozbieżności zagraża spójności grupy i prowadzi do jej rozpadu (zobacz też: anomia).

## Geneza skłonności do ulegania
Istnieje kilka teorii wyjaśniających tak silną skłonność ludzi do podporządkowania się normom grupowym:
1. Wyjaśnienie ewolucyjne. Zachowania konformistyczne zwiększały szanse grup pierwotnych na przetrwanie. Grupy, które działały wspólnie były bardziej skuteczne – łatwiej broniły się przed niebezpieczeństwami, miały większe sukcesy w polowaniu, zajmowaniu terytorium i konkurencji z innymi grupami pierwotnymi. W związku z tym „gen konformizmu” był promowany przez ewolucję. Grupy, które nie miały skłonności do współdziałania wymarły bezpotomnie. Współcześni ludzie są więc potomkami tych, którzy mają „gen konformizmu”.
2. Wyjaśnienie wychowawcze. Od wczesnego dzieciństwa większość „normalnych” ludzi poddawana jest socjalizacji, czyli karana za niepodporządkowanie się pewnym normom i nagradzana za uleganie. Objawia się to wyuczeniem postawy lękowej w sytuacjach, w których nasze zachowania odbiegają od zachowań obowiązujących w grupie (norm). (Zobacz też: warunkowanie klasyczne).
3. Wyjaśnienie związane z dynamiką grupy. Żyjąc w grupach społecznych ludzie spostrzegają, że trzymanie się swojej roli i podporządkowywanie się grupie w większości przypadków się opłaca. Jeśli trzy osoby mają zamiar płynąć żaglówką, to każda będzie mieć swoje zadanie i aby wszystko szło sprawnie powinna wypełniać swoją rolę. Wychylanie się poza nią zmniejsza szanse na osiągnięcie sukcesu indywidualnego i grupowego. Nie da się samodzielnie wybudować autostrad czy stworzyć internetu lub Wikipedii. Dlatego współdziałanie się opłaca – stąd skłonność do podporządkowania się normom grupowym.
4. Wyjaśnienie związane z konstrukcją osobowości. Akceptacja przez grupę związana jest z tym czy dana osoba pasuje swoimi zachowaniami do grupy. Z drugiej strony akceptacja przez grupę jest ważnym czynnikiem wpływającym na samoocenę, która w tym sensie staje się socjometrem. Podporządkowanie się grupie wpływa więc na polepszenie samooceny, zaś sprzeciwianie się obniża samoocenę, ze wszystkimi związanymi z tym konsekwencjami.

## Czynniki nasilające skłonność do konformizmu normatywnego
Siła presji grupy na podporządkowanie się, a co za tym idzie, liczba osób, które podporządkowują się grupie zmienia się w zależności od poniższych czynników.
1. Czynniki związane z grupą:
  1. Liczebność. W grupach trzyosobowych konformizm jest już stosunkowo silny. Bardzo silny jest w grupach siedmioosobowych. Potem nieznacznie rośnie, aż do trzydziestoosobowych grup, po czym zaczyna się zmniejszać. Zmniejszanie jest związane z tym, że w większych niż 30-osobowa grupa trudno jest o jednomyślność i jednostka nie ma już osobistych relacji ze wszystkimi członkami grupy.
  2. Specjaliści. Gdy grupa składa się ze specjalistów, to jednostka odczuwa większą presję na podporządkowanie się tej grupie. (Zobacz też: myślenie grupowe).
  3. Podobieństwo. Im większe podobieństwo członków grupy do jednostki, tym bardziej jednostka ma skłonność ulegać tej grupie. Na przykład nastolatki buntują się w stosunku do swoich rodziców, ale często jednocześnie są skrajnie konformistycznie nastawione w grupach rówieśników.
  4. Jednomyślność grupy. Gdy w grupie nie ma dysydentów, jednostka czuje większą presję na podporządkowanie się.
  5. Atrakcyjność grupy. Im większa spostrzegana atrakcyjność grupy, tym większa skłonność jednostek do ulegania tym grupom. (Zobacz też: elitaryzm).
2. Czynniki związane z jednostką:
  1. Pragnienie przynależenia do grupy. Im bardziej jednostce zależy na uczestniczeniu w grupie i jej akceptacji, tym silniejsza skłonność do zachowań konformistycznych.
  2. Samoocena. Osoby o zaniżonej samoocenie bardziej ulegają. Wysoka samoocena zmniejsza skłonność do ulegania.
  3. Pozycja w grupie. Im wyższa pozycja w grupie i większe poczucie bycia akceptowanym w danej grupie, tym łatwiej jednostka pozwala sobie na wyrażenie własnego zdania.
  4. Poczucie niepewności i zagrożenie zewnętrzne. Im mniejsze poczucie pewności w grupie, tym większe szanse na ujednolicenie zachowań i podporządkowanie się. Jest to ważny czynnik, wykorzystywany często do manipulacji. Stworzenie np. przez lidera grupy (lub dyktatora) zagrożenia zewnętrznego, powoduje, że jednostki mają większą skłonność do podporządkowania się normom grupowym i liderowi. Tak niektórzy próbują tłumaczyć fakt, że w niektórych sytuacjach społecznych politycy próbują wzbudzić w ludziach lęk. Opracowano na tej podstawie technikę manipulacji „przestrasz i pomóż”. Ludzie, którzy się boją łatwiej akceptują rozwiązania podsuwane przez np. lidera, które mają rzekomo zmniejszyć poczucie zagrożenia. Liderzy państw totalitarnych często „tworzą” zagrożenie zewnętrzne (wroga zewnętrznego). Celem takiego działania jest między innymi zwiększenie skłonności do ulegania i podporządkowania się członków danej populacji.

## Współczesne badania
Badania z lat 90. pokazały, że w amerykańskiej kulturze skłonność do zachowań konformistycznych spada.
Odkryto także, że na zachowania konformistyczne wpływ ma kultura, w której się wychowaliśmy – kultura kolektywistyczna sprzyja zachowaniom konformistycznym, kultura indywidualistyczna sprzyja nonkonformizmowi.

## Przykłady codziennych zachowań związanych z konformizmem normatywnym
- Zwykle gdy w danym pomieszczeniu jest czysto ludzie starają się także nie brudzić. Jeśli np. na podłodze leżą papierki, w takich warunkach łatwiej jest rzucić papier.
- Gdy wszyscy pracownicy biura robią składkę na jakiś cel (np. kwiaty, prezent itp.) czujemy, że musimy także się dołożyć, nawet jeśli zupełnie nie znamy lub nie lubimy osoby, dla której ma być ten prezent przeznaczony.
- Gdy wykładowca mówi: czy są jakieś pytania, to często bierzemy pod uwagę nie tylko to, czy chcemy o coś zapytać, ale także to, czy nie wygłupimy się przed innymi i czy nie będą na nas źli za to, że sytuacja się przedłuża.
- Głosowania na SdU mogą być motywowane konformizmem normatywnym